# Pingwinisko

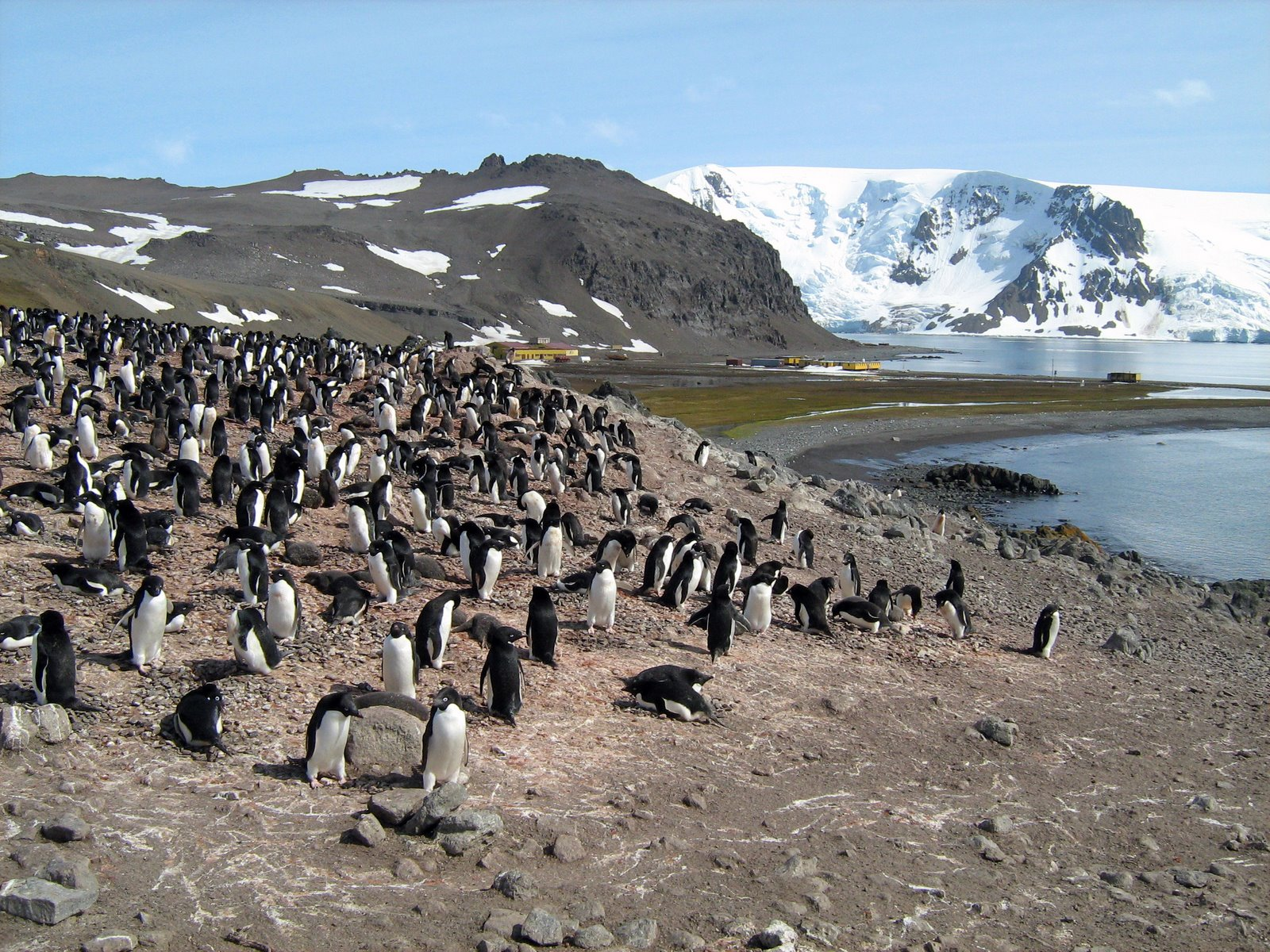
Widok z Pingwiniska na Polską Stację Antarktyczną im. Henryka Arctowskiego

Pingwinisko (ang. Penguin Ridge) – skalisty masyw górski na Wyspie Króla Jerzego, kilkaset metrów na południe od Polskiej Stacji Antarktycznej im. Henryka Arctowskiego. Miejsce wylęgu pingwinów Adeli.
Pingwinisko wznosi się ponad Przylądkiem Rakusy, oddzielającym Zatokę Półksiężyca od Zatoki Suszczewskiego (część Zatoki Admiralicji). Na północy, bezpośrednio przed stacją polarną rozciąga się łąka Ogrody Jasnorzewskiego. Po południowo-zachodnich zboczach biegnie Potok Ornitologów. Na południu leży Lodowiec Ekologii. Masyw znajduje się na terenie Szczególnie Chronionego Obszaru Antarktyki "Zachodni brzeg Zatoki Admiralicji" (ASPA 128).